# Joseph Allen
Joseph Percival Allen  (* 27. června 1937 Crawfordsville, Indiana) je americký astronaut z programu Apollo a letů s raketoplány.

## Život

### Mládí a výcvik
Po základní a střední škole vystudoval v roce 1959 DePauw University. Pak pokračoval na Yalově univerzitě a v roce 1965 se tak stal doktorem fyzikálních věd. Rok poté se dostal do šesté skupiny připravujících se kosmonautů. Byl jmenován do záložní skupiny Apolla 15 ve funkci vědeckého pracovníka. Po ukončení programu Apolla se zapojil v roce 1973 do jednoho z prezidentských výborů a v letech 1975–1978 byl zaměstnán v administrativě NASA. V roce 1978 se opět zapojil do výcvikového střediska v Johnson Space Center. O čtyři roky později vzlétl v raketoplánu Columbia na oběžnou dráhu Země a stal se tak 113. kosmonautem.

### Lety do vesmíru
V roce 1982 na palubě raketoplánu při první nezkušební, tedy již ostré operační výpravě letěli s dr. Allenem tři astronauti. Byl zde inženýr elektrotechnik dr. William Lenoir, velitel letu Vance Brand a pilot Robert Overmyer. Posádka vypustila na oběžnou dráhu dvě telekomunikační družice SBC-3 a Anik C-3. Přistáli na základně Edwards.
V roce 1984 letěl na raketoplánu Discovery. Jejím velitelem byl Frederick Hauck a místo v pilotním křesle zaujal nováček David Walker. Jako letoví specialisté figurovali Joseph Allen a Dale Gardner. Ovládání „kanadské ruky“ měla na starost Anna Fisherová. Hned poté, co se dostali na oběžnou dráhu, vypustili kanadskou družici Anik D2 a druhý den vojenskou družici Leasat 1. Pak se jim podařilo odchytit z oběžných drah družice Westar 6 a Palapa B2 a vrátit se s nimi na Zem po 7 letových dnech na Kennedyho vesmírné středisko. Díky splněným úkolům byla mise pro NASA výdělečným podnikem.
V kosmickém prostoru během svých dvou letů strávil 13 dní.
- STS-5, Columbia (11. listopadu 1982 – 16. listopadu 1982)
- STS-51-A, Discovery (8. listopadu 1984 – 16. listopadu 1984)

### Po ukončení letů
Usadil se ve městě Arlington ve Virginii. Je ženatý a má dvě děti.